# Carlos Melles
Carlos Carmo Andrade Melles GOMM • GCRB (São Sebastião do Paraíso, 11 de março de 1947) é um engenheiro agrônomo, fitotécnico e político brasileiro filiado ao Partido Liberal (PL). É ex-presidente nacional do Sebrae. Foi ministro do Esporte e Turismo durante o governo Fernando Henrique Cardoso, secretário de Transportes e Obras Públicas durante o governo de Antônio Anastasia, além de deputado federal por Minas Gerais durante seis mandatos consecutivos.

## Biografia
Formado em agronomia pela Universidade Federal de Viçosa (UFV) em 1972, e pós-graduado em fitotecnia pela UNESP. Sua esposa, Marilda Petrus Melles, foi prefeita de sua cidade natal, São Sebastião do Paraíso, com quem tem os filhos Cristiano, Maria Pia e Caio. Empresário rural ligado a cafeicultura.
Foi Deputado federal por seis mandatos consecutivos, de 1994 a 2018, quando não conseguiu se reeleger, foi presidente da Frente Parlamentar do Café. Admitido pelo presidente Fernando Henrique Cardoso à Ordem do Mérito Militar em março de 2000 como Comendador especial, Melles foi nomeado em maio do mesmo ano ministro do Esporte e Turismo por FHC, exercendo seu cargo até 8 de março de 2002. Em abril de 2002, foi promovido pelo mesmo presidente ao grau de Grande-Oficial da Ordem do Mérito Militar. Em fevereiro de 2011 ocupou o cargo de Secretário de Transportes e Obras Públicas de Minas Gerais, até se candidatar a deputado federal novamente.
Foi eleito deputado federal em 2014, para a 55.ª legislatura (2015-2019), pelo DEM. Votou a favor do Processo de impeachment de Dilma Rousseff. Em agosto de 2017, votou contra o processo em que se pedia abertura de investigação do então presidente Michel Temer, ajudando a arquivar a denúncia do Ministério Público Federal.